# Щербачевич, Алексей Флорианович
Алексе́й Флориа́нович Щербаче́вич (18 октября 1913 — 13 февраля 2007) — советский дипломат. Чрезвычайный и полномочный посол.

## Биография
Окончил Высшую дипломатическую школу МИД СССР (1947). На дипломатической работе находился с 1947 года.
- В 1947—1954 годах — сотрудник центрального аппарата МИД СССР.
- В 1954—1956 годах — сотрудник Миссии СССР в Финляндии.
- В 1956—1960 годах — сотрудник центрального аппарата МИД СССР.
- В 1960—1962 годах — сотрудник Посольства СССР в Аргентине.
- В 1962—1964 годах — советник Посольства СССР в Аргентине.
- В 1964—1967 годах — сотрудник центрального аппарата МИД СССР.
- В 1967—1970 годах — советник Посольства СССР в Чили.
- С 26 марта 1970 по 24 июля 1975 года — чрезвычайный и полномочный посол СССР в Боливии[1].
- В 1975—1983 годах — на ответственной работе в центральном аппарате МИД СССР.

С 1983 года — в отставке. 

## Награды
- Орден Трудового Красного Знамени (22 октября 1971) [2].
- Медаль «За доблестный труд в Великой Отечественной войне 1941—1945 гг.».
- Медаль «За трудовую доблесть».
- Медаль «В ознаменование 100-летия со дня рождения Владимира Ильича Ленина».